# منير الجاغوب
منير راضي الجاغوب (وُلد في 23 أبريل 1976-) هو سياسي فلسطيني وقيادي في حركة فتح. ولد في قرية بيتا في محافظة نابلس، وشغل منصب رئيس المكتب الإعلامي في مفوضية التعبئة والتنظيم لحركة فتح. يحمل الجاغوب درجة الماجستير في الدراسات الإقليمية تخصص دراسات إسرائيلية من جامعة القدس. عينه الرئيس الفلسطيني محمود عباس مستشاراً دبلوماسياً في وزارة الخارجية.